# 1958 (szám)
Az 1958 (római számmal: MCMLVIII) az 1957 és 1959 között található természetes szám.

## A matematikában
A tízes számrendszerbeli 1958-as a kettes számrendszerben 11110100110, a nyolcas számrendszerben 3646, a tizenhatos számrendszerben 7A6 alakban írható fel.
Az 1958 páros szám, összetett szám, szfenikus szám. Kanonikus alakja 21 · 111 · 891, normálalakban az 1,958 · 103 szorzattal írható fel. Nyolc osztója van a természetes számok halmazán, ezek növekvő sorrendben: 1, 2, 11, 22, 89, 178, 979 és 1958.
Az 1958 érinthetetlen szám: nem áll elő pozitív egész számok valódiosztóösszeg-függvényeként..